# Bulbul del Cap
El bulbul del Cap (Pycnonotus capensis) és una espècie d'ocell de la família dels picnonòtids (Pycnonotidae). Es troba a Sud-àfrica. Els seus hàbitats principals són els boscos tropicals i subtropicals de frondoses secs, els matollars secs tropicals i subtropicals, els matollars mediterranis, les zones riberenques i els jardins rurals. El seu estat de conservació es considera de risc mínim.